# 山本彬
山本 彬（やまもと あきら、1987年10月7日 - ）は、日本の男性声優。大阪府出身。クロコダイル準所属。

## 略歴
AIR AGENCY声優養成所出身。入所前はサラリーマンであった。
2019年12月15日にAIR AGENCYを退所し、フリーで活動。フリーの期間中には個人でのYouTube活動に挑戦した。
2021年5月よりクロコダイルに準所属。

## 人物
趣味には観光、カラオケ、読書、筋力トレーニングをそれぞれ挙げている。特技には空手（初段）、漢検2級をそれぞれ挙げている。
声優になろうと思ったきっかけは別の世界で別の人生を歩もうと思ったことから。大学空手部にて先輩よりアフレコ体験を勧めてくれたという。

## 出演

### テレビアニメ
2015年
- 黒子のバスケ（バレー部員B、バスケ部員）
- うしおととら（クラスメイトA、妖怪C）
- コンクリート・レボルティオ〜超人幻想〜（2015年 - 2016年、男性アナウンサー） - 2シリーズ

2018年
- かくりよの宿飯（天狗A、あやかしC、ダルマC、魚屋C）
- ジョジョの奇妙な冒険 黄金の風（学生A、ウェイター）

2019年
- からくりサーカス（オートマータ）

2022年
- 邪神ちゃんドロップキックX（大正交通社員たち）

2023年
- ホリミヤ -piece-（男子生徒A）

2024年
- 異世界でもふもふなでなでするためにがんばってます。（ターキー屋）
- ダンジョンの中のひと（ガイアム）
- 転生貴族、鑑定スキルで成り上がる（バーニィ、クラン特攻隊長、メイトロ―傭兵）
- さようなら竜生、こんにちは人生（エルフC、狼人戦士）

2025年
- 外れスキル《木の実マスター》 〜スキルの実（食べたら死ぬ）を無限に食べられるようになった件について〜（従者）
- 君のことが大大大大大好きな100人の彼女（お高め店員）
- 黒岩メダカに私の可愛いが通じない（ドラキュラのコスプレ）
- メダリスト（係員）
- 片田舎のおっさん、剣聖になる（客）
- かくして!マキナさん!!（男子A）
- ぬきたし THE ANIMATION（モブ）

### 劇場アニメ
- キミだけにモテたいんだ。（2019年）

### ゲーム
2014年
- 蒼穹のスカイガレオン（イツラコリウキ、フンアフプー、アスタロト、エンリル、ベール、ロード、ンゲウォ、アキレウス、ラクシュ、アエーシュマ）

2015年
- うたわれるもの 偽りの仮面
- コズミックボール
- 雷子（夏侯淵）

2016年
- うたわれるもの 二人の白皇

2017年
- ダンジョントラベラーズ2-2 闇堕ちの乙女とはじまりの書

2018年
- 逆転オセロニア（【風呼びの妖狸】カンヤ）
- グランドサマナーズ（ストラフ）
- 戦国修羅SOUL（高坂昌信）
- 破軍・三國志（王脩、馬謖）

2019年
- 三国ブレイズ（南華老仙）

2020年
- ドトコイ

2021年
- CLOSERS（レイジ＝ワカヅカ）

2022年
- 戦国大河（津軽為信）

2023年
- モンスターストライク（福島正則）
- イースX -NORDICS-（エイナル）

### ドラマCD
- チェインクロニクル
- あかいいと
- 変女（男子生徒B 、老人）
- アパルトめいと（友人B）
- ハイアップ!!（コールボーイズ）

### デジタルコミック
- 異世界征服記（2022年、ノーボ、サイクロプス[29]、ルー[30]）
- 末期ガンでも元気です 38歳エロ漫画家、大腸ガンになる（2022年、胃腸科クリニック医師[31]）
- 【急募】猜疑王の契約王妃（※短期のお仕事です）（2023年、エステラ父）[32]

### 吹き替え
- トランスポーター ザ・シリーズ（ボディーガード）
- 孫悟空伝-MONKEY KING-（2022年、団子頭の男[33]）

### 舞台
- 縁劇ユニット流星レトリック第6回公演 星レト短編集『secret of holy』（2022年4月27日 - 5月2日、中野MOMO[34]）

### その他コンテンツ
- モテ福（テレビ埼玉、イヌ・ドック犬・ワンタ[35]）
- ヤマサキ アニメーションWEBムービー（2020年、先輩、CMナレーション）
- 宇都宮ヴァンパイア（2021年、ドラキュラ伯爵[36]）
- CAM-CAR（2022年、CMナレーション[37]）
- TOKYOリスタイル（2022年、ナレーション[38]）

### シリーズ一覧
1. ↑  第1期（2015年）、第2期『THE LAST SONG』（2016年）